# ドン・フェルダー
ドン・フェルダー（Don Felder、1947年9月21日 - ）は、アメリカ合衆国フロリダ州ゲインズビル出身のミュージシャン、シンガーソングライター、ギタリスト。1970年代のウェストコースト・ロックを代表するバンド、イーグルスのメンバーとして、また大ヒット曲「ホテル・カリフォルニア」の作曲者である。12弦ギターも演奏する。

## 来歴
フェルダーは、少年時代にゲインズビルに転居してきたスティーヴン・スティルスやバーニー・レドンと出会い、彼らとバンド活動を始めた。後に彼らは、父親の仕事の都合で転居していった。フェルダーの家庭は音楽のレッスンを受けられるようなスクールへ通わせるだけの余裕がなかった。そのため、彼は、バークレイ音楽院の卒業生が運営する音楽学校で働き、学校の同僚から音楽について学んだ。
1968年頃にチャック・ニューコムらと「フロウ」というバンドを結成。ニューヨークに進出しジャズ・レーベルのCTIレコードから同名アルバムを発表したものの、あまり売れず解散する。
その後、バーニーと再会しロサンゼルスに移り、グレアム・ナッシュやデヴィッド・ブルーのツアー・バンドのギタリストとして活動し、アルバム『オン・ザ・ボーダー』をレコーディング中だったイーグルスにスライドギターの演奏を依頼され、そのまま加入する。ちなみに後に発表された自伝で明らかにされたことであるが、この時、同時に設立された有限会社イーグルスに既存メンバーと同等の権利をもつメンバーとして参加しており、これが2001年に不当解雇でグレン・フライ、ドン・ヘンリーの両者を訴え、その後両者がフェルダーの主張の正当性を一部認めた上で示談が成立するという流れの伏線となった。
『呪われた夜』では「Visions」でのリード・ボーカルを担当、『ホテル・カリフォルニア』ではタイトル曲を作曲（作詞はドン・ヘンリー）するなど、イーグルスの活動に大きく貢献したが、1980年にイーグルスは解散となる。
解散後はソロで活動していたが、1994年にイーグルスが再結成され、フェルダーも参加しライヴ映像も撮影された。しかし、2000年にグレンから「バンドに貢献していない」と解雇を言い渡される。当時は詳細が明らかにされなかったが、実際の理由は音楽的なことではなく、フライ、ヘンリーの専横にフェルダーが不満をもらし続けたことに業を煮やしたフライの決断であった。
2001年にフェルダーは、解雇の撤回と報酬分配の見直しを求めてグレンとヘンリーを「告訴」する。再結成されたイーグルスでは二人が他のメンバーの『倍の報酬を要求』し、両者の取り分がそれぞれ「七分の二」、残りの三人が「七分の一」ずつを受け取ることを強要されたことが2010年に発表された自伝で暴露されている。2006年に示談が成立したが、結局フェルダーはイーグルスに復帰しなかった。
2010年、暴露本『ドン・フェルダー自伝 天国と地獄 イーグルスという人生』を発表する。噂で漏れ伝わっていたイーグルスのメンバー間の軋轢や、ドン・ヘンリー、グレン・フライの横暴さが暴露されているが、この著書の中で、「ホテル・カリフォルニア」の作曲者がフェルダー自身（ドン・ヘンリーは作詞のみ）であり、曲が完成されていく詳細が初めて公式に明らかにされた。一方で両親から受けた影響や妻とのなれそめ、離婚に至った経緯、セッションマン時代の苦労話なども事細かに書かれており、暴露ものという以上に内容のある自伝として成立している。そのほか、1960年代 - 1970年代のロック・ミュージックの歴史が記された記録としての側面もある。

## ディスコグラフィ

### ソロ・アルバム
- 『エアボーン』 - Airborne (1983年)
- 『ロード・トゥ・フォーエヴァー』 - Road to Forever (2012年)
- American Rock 'n' Roll (2019年)

### サウンドトラック参加
- 『ヘヴィ・メタル オリジナル・サウンドトラック』 - Heavy Metal: Music from the Motion Picture (1981年) ※映画『ヘビー・メタル』サントラ
  - 6曲目 & 14曲目: "Heavy Metal (Takin' a Ride)" & "All of You"
- 『初体験リッジモント・ハイ オリジナル・サウンドトラック』 - Fast Times at Ridgemont High: Music From the Motion Picture (1982年) ※映画『初体験/リッジモント・ハイ』サントラ
  - 10曲目: "Never Surrender"
- The Slugger's Wife (1985年)[4] ※映画『スラッガーズ・ワイフ』サントラ
  - 10曲目: "Wild Life"
- Secret Admirer (1985年)[5] ※映画『シャイなラブレター』サントラ
  - 4曲目: "She's Got a Part of Me"

### イーグルス
- 『オン・ザ・ボーダー』 - On The Border (1974年)
- 『呪われた夜』 - One Of These Nights (1975年)
- 『ホテル・カリフォルニア』 - Hotel California (1976年)
- 『ロング・ラン』 - The Long Run (1979年)
- 『イーグルス・ライヴ』 - Eagles Live (1980年) ※ライブ
- 『ヘル・フリーゼズ・オーヴァー』 - Hell Freezes Over (1994年) ※スタジオ&ライブ

## 著書
- 『ドン・フェルダー自伝 天国と地獄 イーグルスという人生』 Felder, Don; Holden, Wendy (18 September 2008) (英語). Heaven And Hell: My Life In The Eagles, 1974-2001. Orion. ISBN 978-0-297-85702-0